# Miss USA 1972
A 21ª edição do concurso Miss USA foi realizada no Cerromar Beach Hotel, em Dorado, Porto Rico, no dia 20 de maio de 1972. Tanya Wilson, do Havaí, foi coroada pela antecessora Michele McDonald, da Pensilvânia. Esta foi a segunda vitória do Havaí no concurso.
Bob Barker e a cantora Helen O'Connell apresentaram o concurso. A dupla country Everly Brothers foi a atração musical.
Antes da competição final, as candidatas participaram de várias aparições públicas, incluindo uma parada oficial em Ponce e uma cerimônia televisionada com o então governador Luis Ferre.
Esta foi a primeira ocasião em que o Miss USA foi realizado fora dos Estados Unidos continentais. O evento foi marcado por dois ataques a bomba no hotel durante o concurso, causados por ativistas anti-americanos. O atetado causou sérios danos materiais, mas não feriu ninguém. Horas antes, o local foi piquetado pelo Partido Socialista de Porto Rico.

## Resultados
- Miss USA 1972: Tanya Wilson (Havaí)
  - 2ª colocada: Alberta Philips (New York)
  - 3ª colocada: Kim Christina Hobson (California)
  - 4ª colocada: Coni Ensor (Florida)
  - 5ª colocada: Kathleen Ann Kehlmier (Ohio)

- Semifinalistas: Patricia Lane (Alasca), Janet Gail Greenwalt (Distrito de Columbia), Bonnie Martin (Luisiana), Marilyn Ann Petty (Michigan), Donna Reel (Novo México), Deborah Ann Falls (Carolina do Norte) e Susan Gordon (Carolina do Sul)

## Candidatas
| - Alabama - Elaine Barnhill - Alasca - Patricia Lane - Arizona - Marcia Banks - Arkansas - Susan Tichenor - Califórnia - Kim Hobson - Colorado - Patricia Cadigan - Connecticut - Diane Stevens - Delaware - Michele Voyer - Distrito de Columbia - Janet Gail Greenawalt - Flórida - Coni Ensor - Geórgia - Kaye Ayers - Havaí - Tanya Wilson - Idaho - Lianne Fulmer - Illinois - Jani Hall - Indiana - Julie Clifford - Iowa - Jennifer Jo Owen - Kansas - Mona Guesnier - Kentucky - Tamara Branstetter - Luisiana - Bonnie Martin - Maine - Cynthia Luce - Maryland - Patty Townsend - Massachusetts - Dale Carder - Michigan - Marilyn Ann Petty - Minnesota - Darlene Koskiniemi - Mississippi - Deborah Pawlik - Missouri - Janet Potter | - Montana - Mitriann Popovich - Nebraska - Theresa Engels - Nevada - Tracey Lynn Whitney - Nova Hampshire - Cathy Davis - Nova Jérsei - Lela Desantes - Novo México - Donna Reel - Nova Iorque - Alberta Phillips - Carolina do Norte - Deborah Ann Falls - Dakota do Norte - Gail Schmeichel - Ohio - Kathleen Kehlmier - Oklahoma - Pam Vennerberg - Oregon - Yvonne Philes - Pensilvânia - Jeanie Zadrozny - Rhode Island - Jeanne Lemay - Carolina do Sul - Susan Gordon - Dakota do Sul - Kathleen Bakke - Tennessee - Linda Diane Thompson - Texas - Susan Peters - Utah - Peggy Moore - Vermont - Stacey Becker - Virgínia - Dede Moore - Washington - Connie Ambrose - Virgínia Ocidental - Diane McCutcheon - Wisconsin - Suzan Nass - Wyoming - Tamara Tulley |

## Jurados
Dez jurados participaram da competição:
- Ed Sullivan - apresentador
- Walt Frazier - jogador do New York Knicks
- Jacqueline Susann - escritora
- Halston - designer
- Cindy Adams - apresentadora e colunista
- Dong Kingman - artista
- Rita Moreno - atriz portorriquenha
- Bob Lardine - redator do New York Sunday News
- Chuck Connors - ator
- William Knight - Vice-presidente senior da Avis Rent A Car